# Song for Ronnie James
«Song for Ronnie James» (с англ. — «Песня для Ронни Джеймса») — песня норвежской хэви-метал-группы Jorn, посвящённая Ронни Джеймсу Дио и написанная для трибьют-альбома DIO, выпущенного в 2010 году.

## О песне
На протяжении долгих лет я имел честь встречаться и работать со многими музыкантами, которые вдохновляли меня на творчество. Ronnie James Dio вдохновлял меня на протяжении нескольких десятилетий, и он продолжает добавлять краски в мой творческий дух. С тех пор, как я впервые услышал его могучий королевский рёв в 70-х, я был очарован созидательной силой этого талантливого человека и преданностью музыке.
Песня была записана весной 2009 года для трибьют-альбома DIO. Когда 16 мая 2010 года Дио не стало, на официальном сайте группы Jorn появилась заметка, в которой певец делился сомнениями по поводу того, стоит ли публиковать песню и альбом сейчас, и выражал сожаление по поводу того, что Дио её уже не услышит: «Я написал „Song for Ronnie James“ как дань уважения и личную благодарность человеку, на протяжении 35 лет бывшему моим учителем. Этот замечательный человек повлиял на меня настолько сильно, что без него я бы не стал тем, кем я являюсь сейчас».
Видеоклип к песне появился в сети Youtube 21 мая 2010 года. Режиссёром видеоклипа выступил Thomas Tjader. За короткий момент видео просмотрело более 100 000 человек, со всего мира коллектив получал позитивные отклики и тёплые комментарии, к чему оказался не совсем готов. Выход песни и видеоклипа всего через пять дней после смерти Дио вызвал ряд дискуссий по поводу искренности певца, которые Ланде решительно опроверг, указывая на дату записи песни и скорый выход альбома.
Весть о смерти Дио Ланде прокомментировал следующим образом: «Когда мир стал холоднее, Ронни оставался символом огня и чести. Его волшебство навсегда останется со мной, оно вдохновляет меня на дальнейшие свершения. <…> Я буду чтить память Ронни, он навсегда останется в моём сердце и в музыке»..
Йорн поучаствовал в прощальном концерте супергруппы Heaven & Hell, прошедшем на фестивале High Voltage 24 июля 2010 года. В концерте также принял участие Глен Хьюз